# Region Południowy (Brazylia)
Region Południowy (port. Região Sul do Brasil) – jeden z pięciu regionów Brazylii, zgodnie z kategoryzacją Brazylijskiego Instytutu Geografii i Statystyki. Do regionu należą trzy z 26 stanów: Parana, Santa Catarina i Rio Grande do Sul. Powierzchnia Regionu Południowego wynosi 576 783,781 km², co odpowiada ok. 6,7% powierzchni kraju. Jest to najmniejszy spośród wszystkich regionów. Od północy graniczy ze stanami São Paulo i Mato Grosso do Sul, od południa z Urugwajem, od zachodu z Paragwajem i Argentyną, od wschodu z Oceanem Atlantyckim. Liczba mieszkańców regionu wynosi 29 644 948, co odpowiada 14% ludności Brazylii. Gęstość zaludnienia wynosi ok. 51 osób na km².

## Geografia
Powierzchnia Regionu Południowego wynosi 576 783,781 km², co odpowiada ok. 6,7% powierzchni kraju. Jest to najmniejszy spośród wszystkich pięciu regionów Brazylii. Od północy graniczy ze stanami São Paulo i Mato Grosso do Sul, od południa z Urugwajem, od zachodu z Paragwajem i Argentyną, od wschodu z Oceanem Atlantyckim.

### Ukształtowanie powierzchni
Ukształtowanie powierzchni Regionu Południowego jest zróżnicowane, występują tu płaskowyże, depresje i równiny. Najwyższy szczyt to Pico Paraná o wysokości 1922 m n.p.m., jest położony w stanie Paraná.
Region Południowy składa się z następujących grup jednostek geomorfologicznych:
- Planalto Cristalino / Planalto Atlântico (Płaskowyż Krystaliczny lub Płaskowyż Atlantycki) – występuje głównie na terenie stanów Paraná i Santa Catarina, jest zbudowany ze skał krystalicznych. W części wschodniej osiąga znaczne wysokości i jest przedłużeniem pasma górskiego Serra do Mar. W stanie Santa Catarina płaskowyż jest niższy, a jedną z jego form jest pasmo Serra do Itajaí. Na południowym wschodzie tego stanu Planalto Cristalino przechodzi w Planalto Meridional, a na południu stanu Rio Grande do Sul nosi nazwę Planalto Gaúcho[2].

- Planalto Meridional (Płaskowyż Południowy) – zajmuje większą część Regionu Południowego, jest zbudowany ze piaskowca i bazaltu. Dzieli się na:

1. Planalto Arenítico-Basáltico (Płaskowyż piaskowcowo-bazaltowy) – zbudowany ze skał osadowych pochodzenia wulkanicznego, powstałych w erze mezozoicznej. Występują tu kuesty (progi denundacyjne lub strukturalne), takie jak Serra Geral w stanie Santa Catarina i wzgórza pokryte pastwiskami w stanie Rio Grande do Sul
2. Depressão Periférica – depresja zbudowana ze skał osadowych, która przybiera pofałdowany kształt, występuje w północnej części stanu Paraná oraz w stanie Rio Grande do Sul[2]

### Klimat
Większość Regionu Południowego leży w strefie klimatu umiarkowanego. Na północnych krańcach stanu Paraná występuje klimat tropikalny. W pozostałej części regionu dominuje klimat podzwrotnikowy, a temperatury są niższe niż w pozostałych częściach kraju. Stany Santa Catarina i Rio Grande do Sul znajdują się w strefie wpływów zimnych i wilgotnych mas powietrza znad Bieguna Południowego, które napływają tu w zimie. Na południu regionu zdarzają się przymrozki i opady śniegu.
Występuje tu znaczna różnica temperatur, w lecie temperatura przekracza 30 °C, a w zimie spada poniżej 20 °C. Średnia roczna temperatura to 16-22 °C, a opady deszczu ok. 1200 mm. Na wybrzeżu roczne opady są większe i wynoszą ok. 2000 mm.

### Roślinność

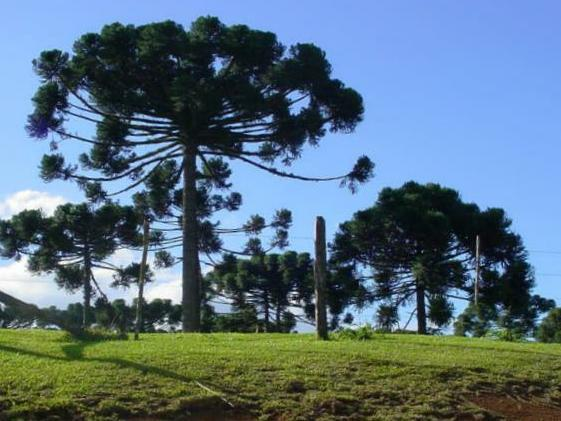
Mata das Araucárias

Znaczną część Regionu Południowego porasta Mata de Araucárias (iglasty las araukariowy), w którego skład wchodzą głównie araukarie oraz takie gatunki jak m.in. cedr, cynamonowiec, morwa.
Drugą formacją roślinną, występującą w regionie jest Mata Atlântica (las atlantycki), porastająca znaczną część pasma Serra do Mar.
Na terenie Regionu Południowego występuje też pampa, w której dominują trawy. W stanie Rio Grande do Sul pampa jest położona na niewielkich wzgórzach zwanych coxilhas, które rozciągają się też na terytorium Argentyny i Urugwaju. Dominują tu pastwiska, na których wypasa się bydło.
Na wybrzeżu pojawiają się namorzyny oraz restingi.

### Hydrografia
W Regionie Południowym znajdują się 2 główne dorzecza:
- Dorzecze Parany – jego wielkość w Regionie Południowym to 196 564 km², co stanowi nieco ponad 20% całego dorzecza rzeki Paraná[6][7].  Rzeka odgrywa ważną rolę w gospodarce regionu, wybudowano na niej największą w Brazylii elektrownię wodną Itaipu. Pozostałe rzeki, wchodzące w skład tego dorzecza to: Paranapanema, Tibagi, Itararé, das Cinzas i Pirapó. Jednym z dopływów Parany jest Iguaçu, znana z wodospadów, które są popularną atrakcją turystyczną na granicy Brazylii i Argentyny[8].

- Dorzecze Urugwaju – obejmuje obszar 178 235 km², główną rzeką jest Urugwaj, a pozostałe rzeki to: Peixe, Chapecó, Pelotas, Canoas i Ijuí.

## Historia

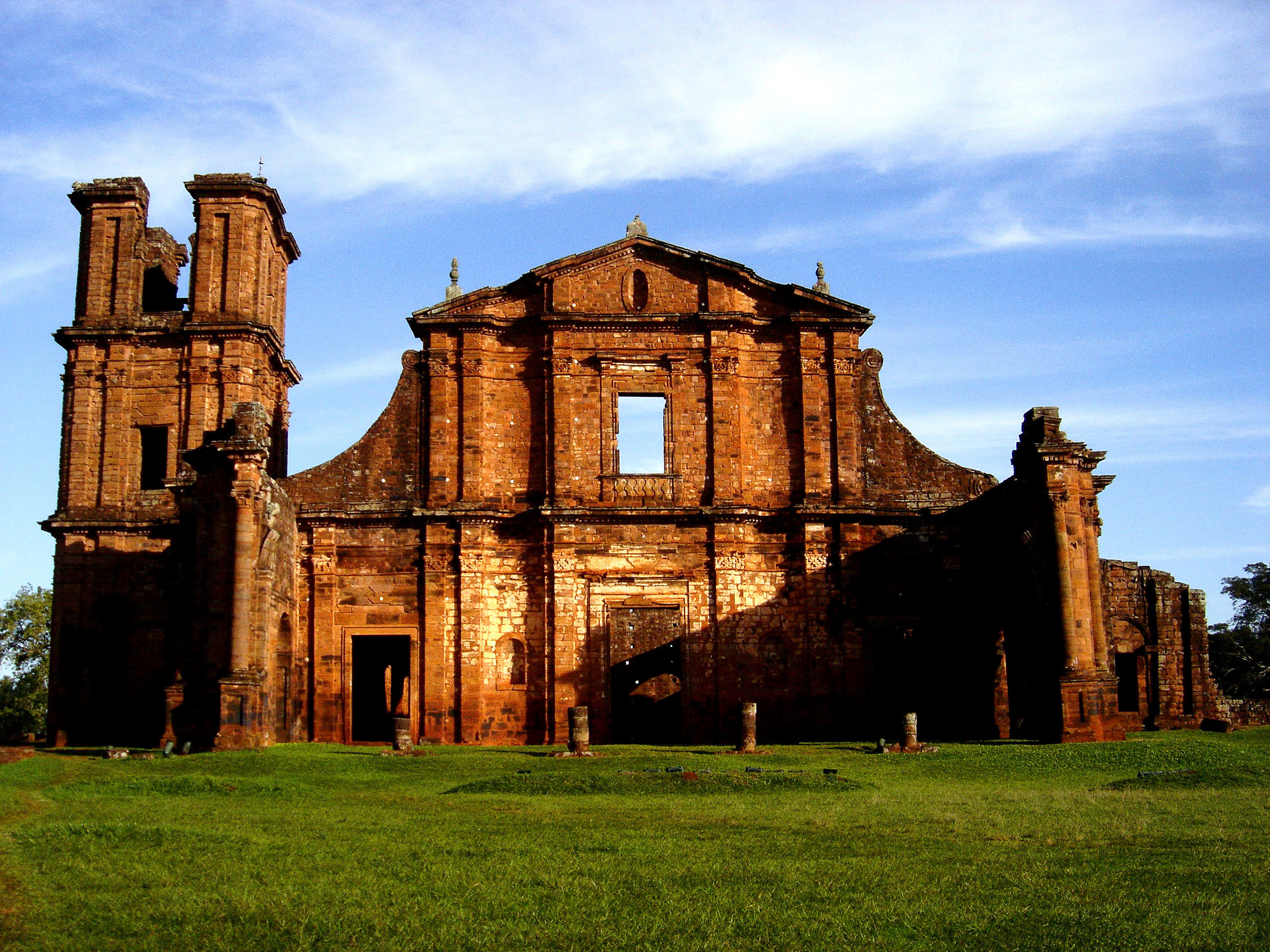
Ruiny redukcji jezuickich São Miguel das Missões

Pierwszymi mieszkańcami Regionu Południowego byli Indianie Guarani i Kaingang. W epoce kolonizacji, region ten nie cieszył się zainteresowaniem Portugalczyków, skupionych na eksploracji Północnego i Południowego Wschodu kraju. Osadnictwo na południu zaczęło się w XIX wieku.
W XVI wieku w te rejony przybyli hiszpańscy jezuici, których celem było nawracanie Indian. Jezuici utworzyli osady zwane redukcjami i początkowo były one zasiedlane przez Indian, którzy hodowali tam bydło i hodowali rośliny. Jednak wraz z przybyciem bandeirantes, którzy napadali wioski i brali w niewolę Indian, redukcje zostały porzucone. Dodatkowym czynnikiem wpływającym na zmniejszenie populacji Indian były choroby, którymi zarazili się od białych najeźdźców.
W 1680 roku Portugalia utworzyła w regionie osadę Colônia do Sacramento, która obecnie jest miastem Colonia del Sacramento w Urugwaju. Stało się to zarzewiem konfliktów z Hiszpanią, która również rościła sobie prawa do tamtych terenów. Portugalczycy założyli forty wojskowe na wybrzeżu stanów Santa Catarina i Rio Grande do Sul, a pokój z Hiszpanią ostatecznie zawarto na mocy Traktatu Madryckiego z 1750 roku.

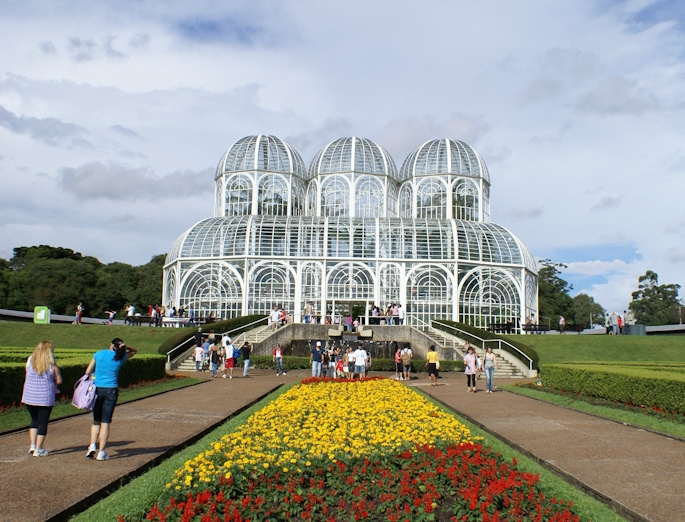
Kurytyba to stolica stanu Paraná, gdzie osiedliło się najwięcej imigrantów z Polski

W XVIII wieku korona portugalska zaczęła kolonizację południowego wybrzeża i sprowadzono osadników z Azorów, którzy zasiedlili wybrzeża stanów Santa Catarina i Rio Grande do Sul. W XIX wieku na południu osiedlali się wojskowi, co miało na celu militarne zabezpieczenie tych ziem przed atakami z zewnątrz. W regionie powstawały też wielkie latyfundia i pastwiska, gdzie hodowano duże stada bydła. Stopniowo, hodowla bydła stała się podstawą gospodarki regionu.

### Imigracja
Znaczny wpływ na rozwój Regionu Południowego miała imigracja. Jako pierwsi przybyli imigranci z Azorów, jednak najwięcej osiedliło się w regionie Niemców i Włochów, co nastąpiło w XIX wieku. Wpływy europejskie są do dziś widoczne w architekturze i kulturze tej części Brazylii. W stanie Paraná osiedlali się imigranci z Niemiec, Ukrainy, Polski i innych krajów słowiańskich. Na początku XX wieku wraz z rozszerzającymi się uprawami kawy, na północ regionu przybyli Japończycy, Europejczycy oraz Brazylijczycy z innych części kraju.

## Demografia
Liczba mieszkańców regionu wynosi 29 644 948, co odpowiada 14% ludności Brazylii. Gęstość zaludnienia wynosi ok. 51 osób na km².
Stany Paraná i Rio Grande do Sul mają podobną liczbę ludności (13 mln), a stan Santa Catarina ma ok. 7 mln mieszkańców.
Największe gminy w regionie:
| Pozycja | Gmina         | Stan              | Liczba mieszkańców |
| ------- | ------------- | ----------------- | ------------------ |
| 1       | Kurytyba      | Paraná            | 1 908 359          |
| 2       | Porto Alegre  | Rio Grande do Sul | 1 484 941          |
| 3       | Joinville     | Santa Catarina    | 577 077            |
| 4       | Londrina      | Paraná            | 558 439            |
| 5       | Florianópolis | Santa Catarina    | 485 838            |

Pod względem składu rasowego, dominują biali (prawie 80%), następnie Mulaci (16%), czarni (ponad 3%), Indianie stanowią mniej niż 1% populacji.

## Gospodarka
Podstawą gospodarki Regionu Południowego jest hodowla bydła, rolnictwo oraz przemysł.

### Hodowla bydła

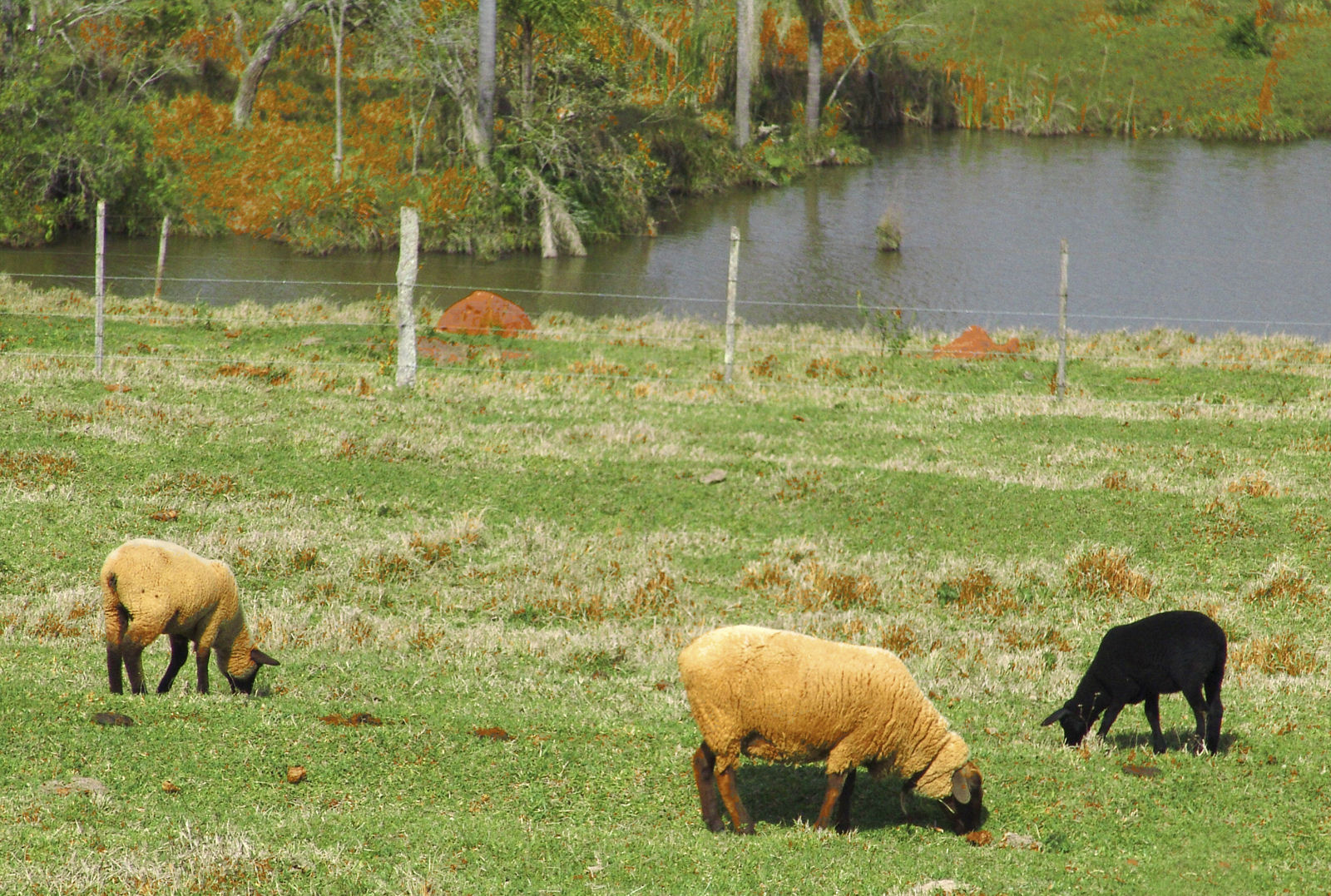
Hodowla owiec jest ważną gałęzią gospodarki regionu

Hodowli bydła sprzyja ukształtowanie powierzchni oraz obecność licznych łąk i pastwisk. Stan Rio Grande do Sul przoduje w hodowli bydła, jest największym producentem wołowiny w kraju. W stanie Paraná ważną częścią hodowli jest trzoda chlewna. Cały region jest odpowiedzialny za 18% krajowej hodowli bydła i 60% hodowli owiec.

### Rolnictwo
Uprawy różnych gatunków roślin zostały zapoczątkowane w regionie przez emigrantów z Europy i należą do nich m.in. kukurydza, maniok, jabłka, pomarańcze, fasola. W regionie występują też monokultury, czyli rozległe plantacje głównie soi, zbóż i ryżu

### Leśnictwo i rybołówstwo
Pozyskuje się drewno z takich gatunków jak cedr i sosna, rosnących w iglastym lesie Mata de Araucárias. Inne gatunki są wykorzystywane w przemyśle drzewnym lub papierniczym. Z liści i gałązek dziko rosnącego ostrokrzewu paragwajskiego wytwarza się popularny napój yerba mate.

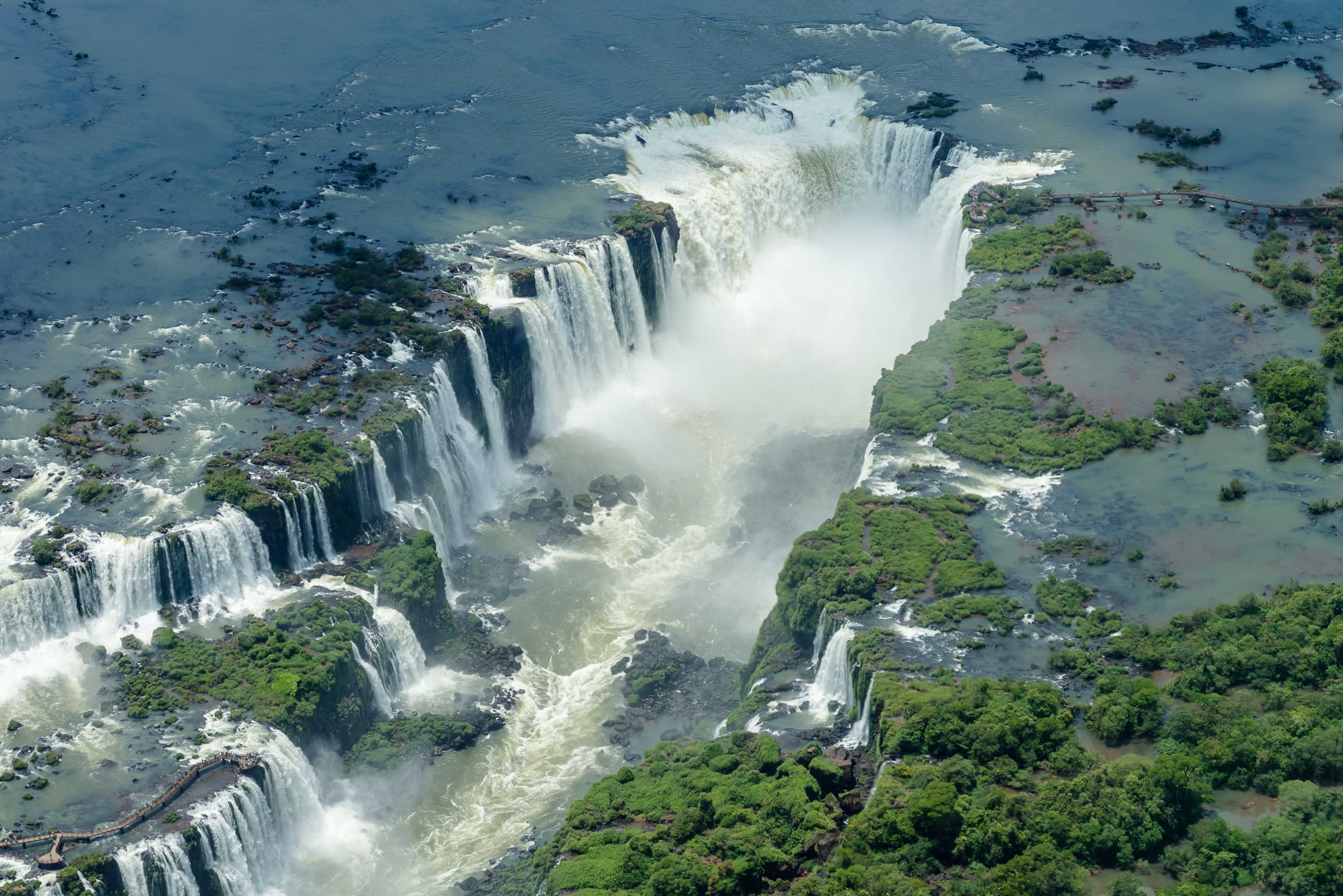
Wodospady Iguaçu - jedna z największych atrakcji turystycznych Brazylii

W regionie łowi się przede wszystkim morszczuki, sardynki oraz mugilowate.

### Przemysł
Region Południowy jest ważnym centrum przemysłowym Brazylii, również dzięki temu, że sąsiaduje z kilkoma innymi krajami Ameryki Południowej. Najwięcej firm ma swoje siedziby w stolicach stanów: Kurytybie i Porto Alegre. Podstawowe gałęzie przemysłu:
- Paraná: papiernictwo, przemysł motoryzacyjny, produkcja sprzętu AGD i rolnictwo;
- Santa Catarina: produkcja mięsa, przemysł odzieżowy;
- Rio Grande do Sul: przemysł petrochemiczny, motoryzacyjny i spożywczy oraz produkcja wina

### Turystyka
Najczęściej odwiedzanym miejscem w regionie jest Park Narodowy Iguaçu w stanie Paraná, gdzie na granicy Brazylii i Argentyny położone są wodospady Iguaçu. Inne popularne miejsca to plaże stanu Santa Catarina wraz ze stolicą tego stanu Florianópolis, a także kurorty Barra Velha i Balneário Camboriú. Do atrakcji turystycznych należą również ruiny redukcji jezuickich São Miguel das Missões w stanie Rio Grande do Sul oraz Park Narodowy Aparados da Serra.